# Київ — Захід України (газотранспортна система)
Київ — Західний кордон України — газотранспортна система для забезпечення постачання природного газу з Шебелинського родовища до західного кордону України.
Хоча історично розвиток газової промисловості розпочався на Західній Україні, проте у 1960-х роках першість перейшла до набагато більших за запасами східноукраїнських родовищ. Вже у 1960 р. газ Шебелинки став надходити до Москви замість західноукраїнського, наступного року прямий газопровід з'єднав це родовище з Києвом, а починаючи з 1966 року перший магістральний газопровід Дашава-Київ перейшов до роботи у реверсному режимі. Проте, враховуючи малу пропускну здатність останнього, логічним продовженням стало спорудження нової системи транспортування газу від Києва у західному напрямку.
Система під назвою Київ — Західний кордон України (Київ — Захід України, КЗУ) складалась з двох ниток, причому запуск кожної був синхронізований зі спорудженням підвідних потужностей у газотранспортному коридорі Шебелинка — Київ:
- перша введена в експлуатацію у 1970-му  разом із магістральним газопроводом Єфремівка — Диканька — Київ;
- друга введена в експлуатацію у 1973-му  разом із магістральним газопроводом Шебелинка — Диканька — Київ.[1]

Перша нитка мала діаметр 1020 мм та загальну довжину 367 км, друга — 1220 мм та 506 км відповідно. Різниця у довжині пояснювалась певними відмінностями маршрутів. До компресорної станції Тернопіль обидві нитки йшли в одному коридорі з газопроводом Дашава-Київ. Після цього КЗУ-1 відхилявся на північ та під'єднувався до компресорної станції Кам'янка-Бузька на трасі трубопроводу Дашава-Мінськ. Це дозволяло постачати блакитне паливо до Білорусі та Прибалтики, а при використанні Дашава-Мінськ у реверсному напрямку і до Польщі. Крім того, у 1973 році ввели в дію другу нитку газопроводу-відгалуження Кам'янка-Бузька — Рівне, яка зокрема могла постачати газ до нещодавно запущеного хімічного комбінату «Рівнеазот».
КЗУ-2 після Тернополя продовжував йти у західному та південному напрямку, де в підсумку під'єднувався до газопроводу Долина-Ужгород-Державний кордон (система «Братство»), яким здійснювались експортні поставки через ЧССР до рядку країн Європи. Саме завдяки спорудженню системи Київ — Західний кордон України за період з 1970 по 1975 СРСР збільшив експорт газу більш ніж у 5 разів, довівши його до 19,3 млрд. м³.
Для забезпечення роботи газопроводів споруджено компресорні станції:
- КС Боярка (введена в експлуатацію у 1974 р.), дванадцять агрегатів СТД-4000;
- КС Бердичів (введена в експлуатацію у 1973 р.), п'ять агрегатів ГТК–10–2 та один ГТНР-10;
- КС Красилів (введена в експлуатацію у 1974 р.), чотири агрегати ГТК–10–2 та два ГТНР-10;[3]
- КС Тернопіль (введена в експлуатацію у 1974 р.), шість агрегатів ГТК–10–2;
- КС Рогатин (тільки КЗУ-2, введена в експлуатацію у 1975 р.), шість агрегатів ГТК–10–2.